# Hyophorbe amaricaulis
Hyophorbe amaricaulis là loài thực vật có hoa thuộc họ Arecaceae. Loài này được Mart. mô tả khoa học đầu tiên năm 1849. Đây là một loài cây đặc hữu của đảo Mauritius và hiện nay chỉ có một cá thể duy nhất còn tồn tại.

## Hình ảnh

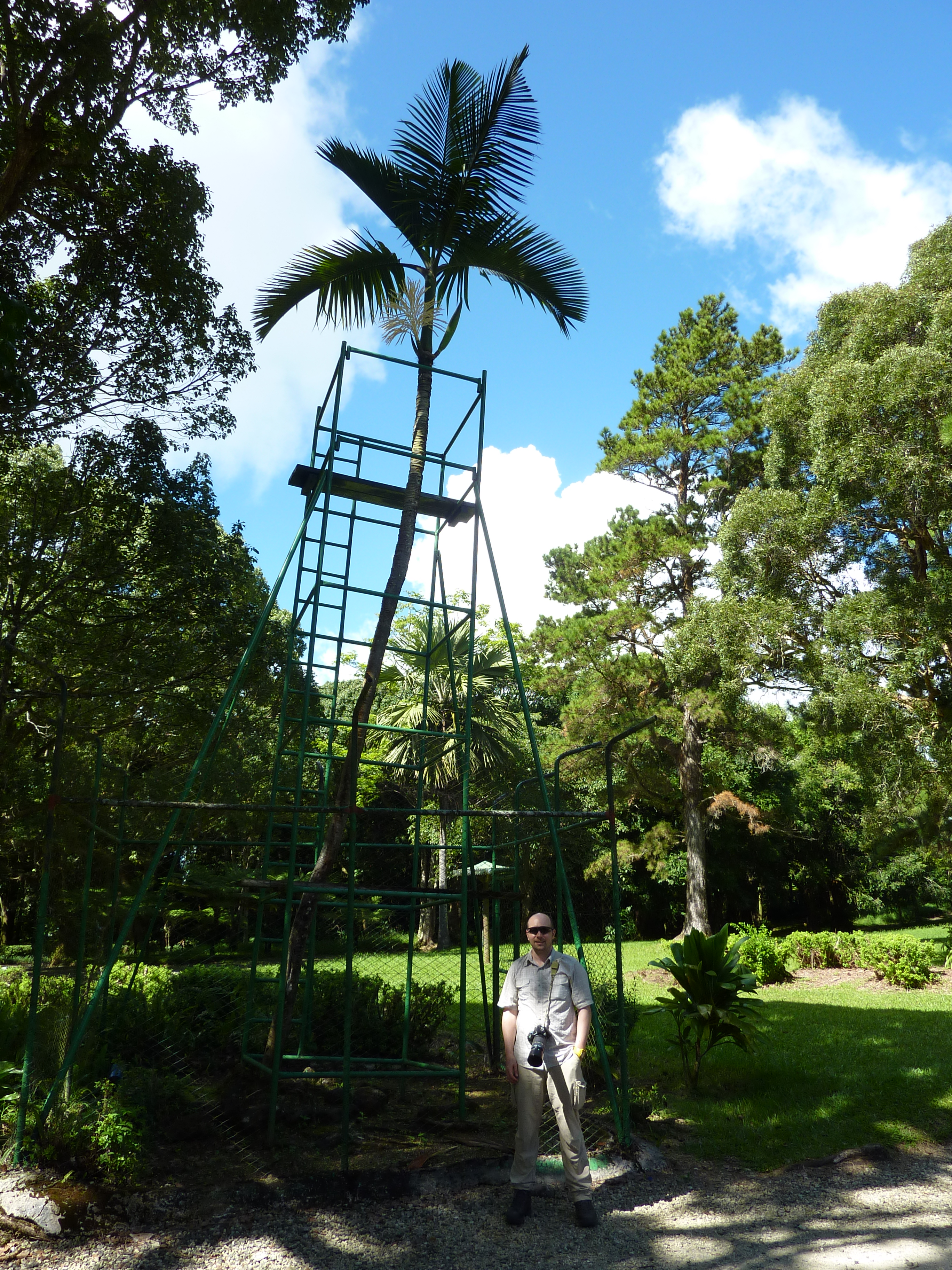
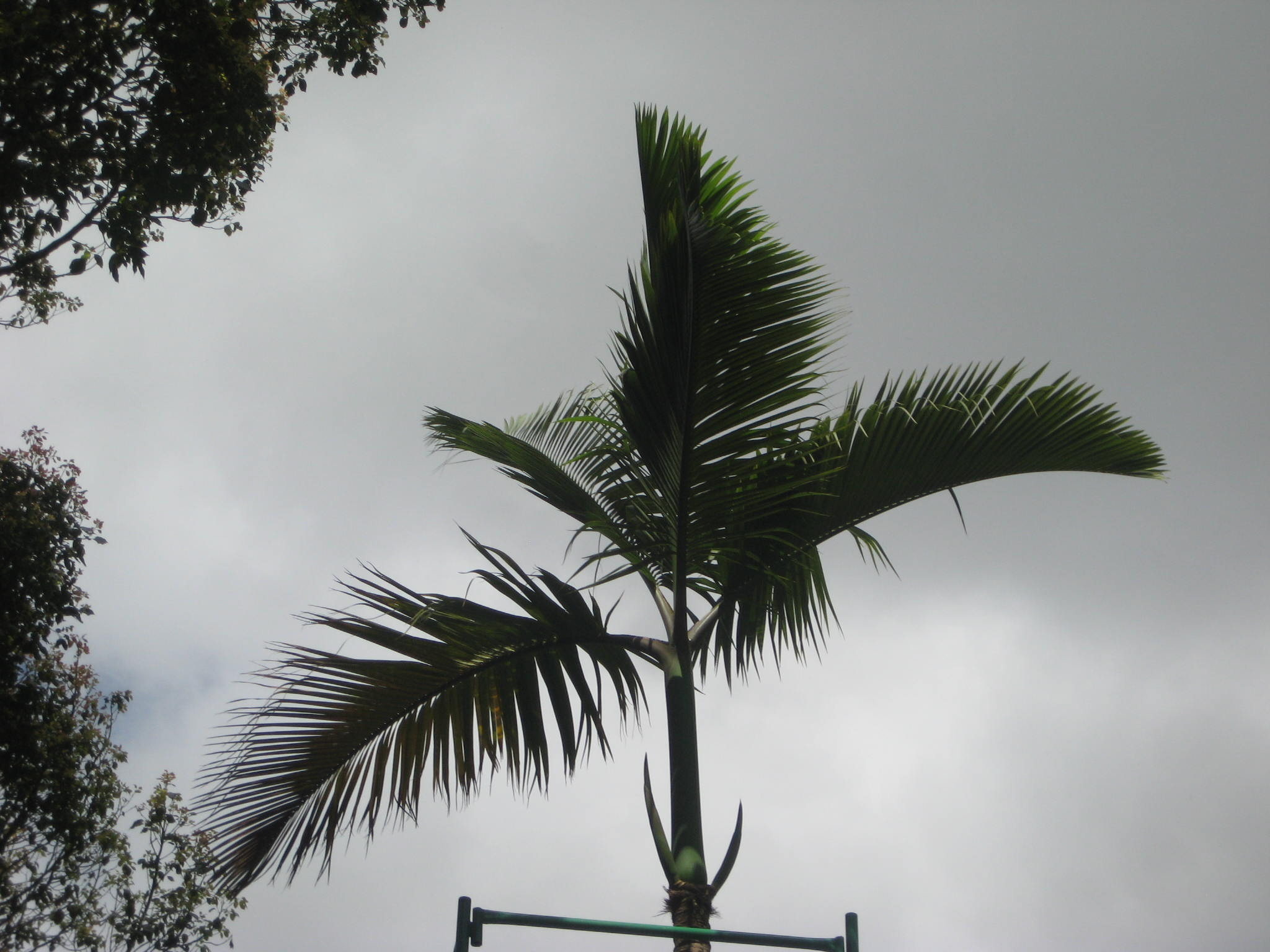
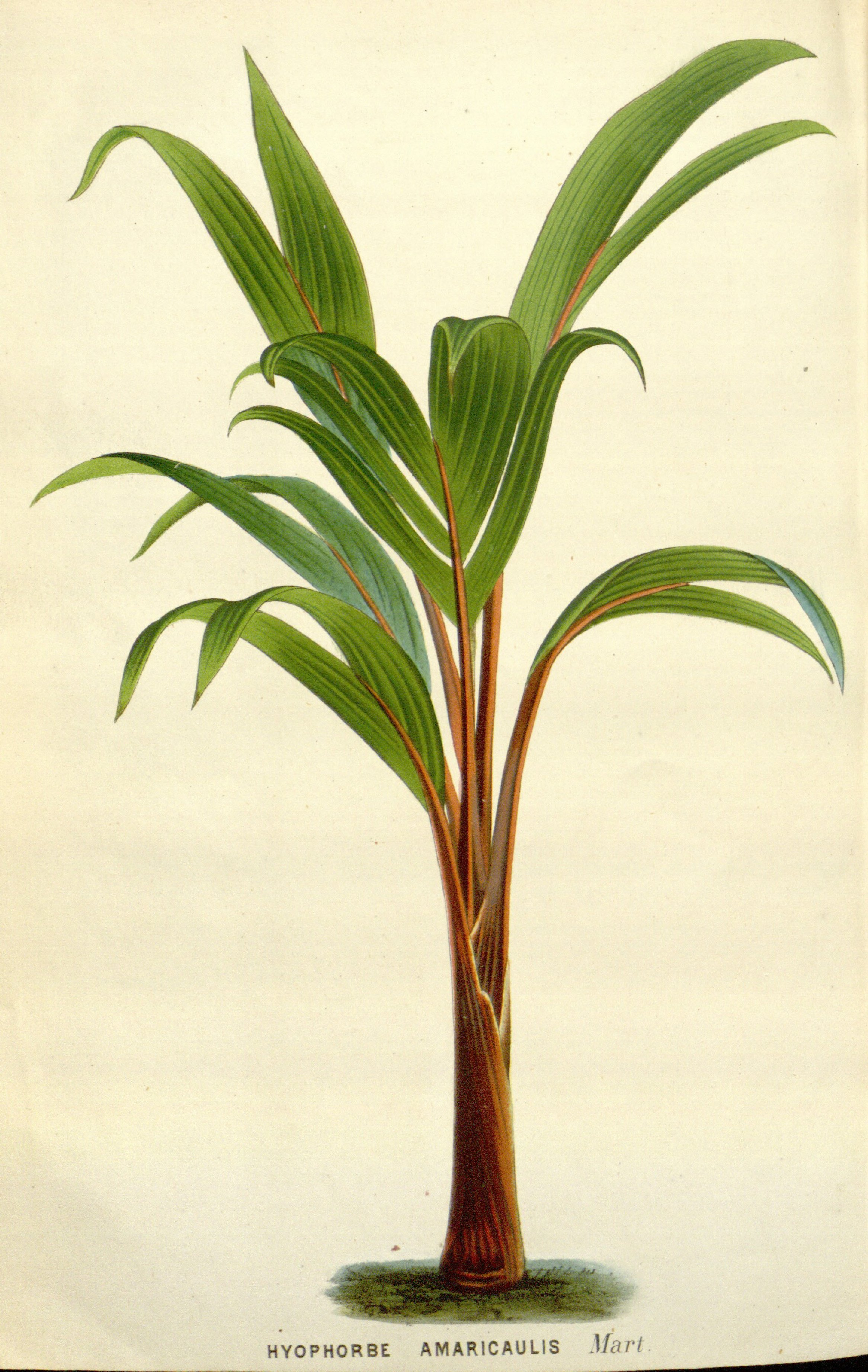
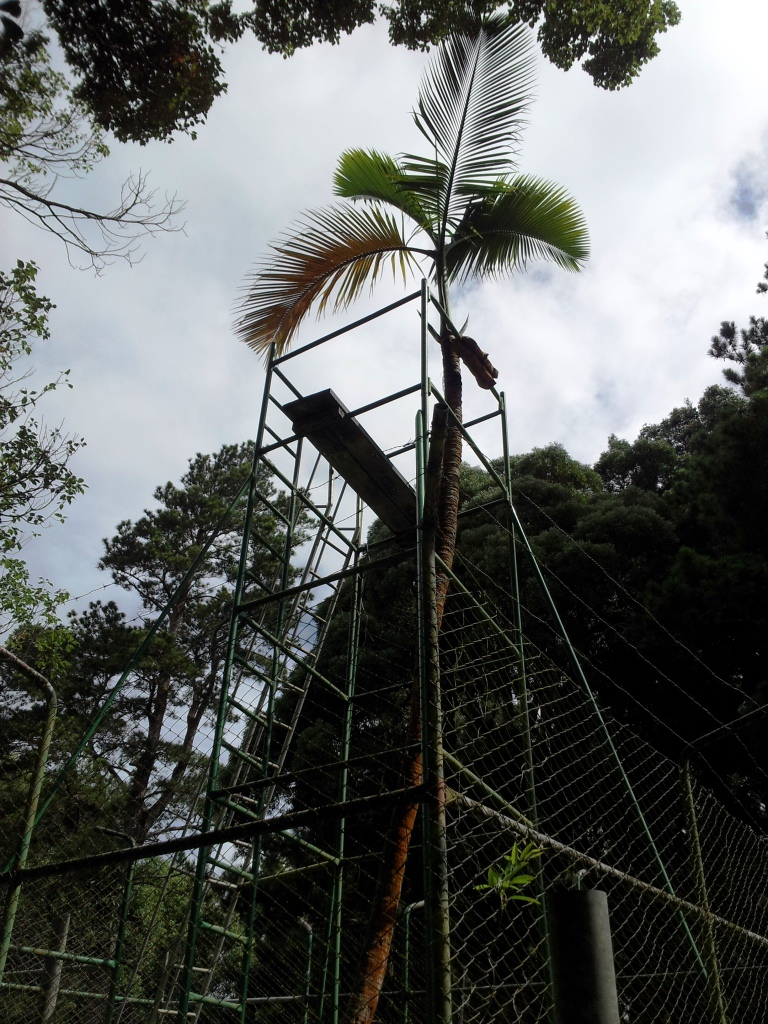